# Conrad Bayer

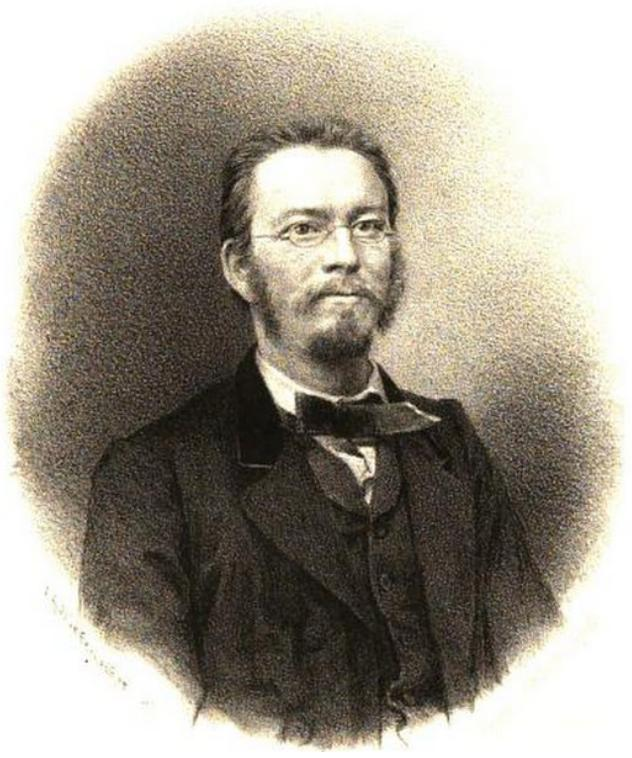
Konrad Bayer

Conrad Bayer (auch Konrad Bayer; * 10. November 1828 in Olomouc (Olmütz); † 21. September 1897 in Wien) war ein altösterreichischer Schachkomponist und -theoretiker der Altdeutschen Schule. Seine berühmteste Schachaufgabe ist das Unsterbliche Schachproblem.
Typisch für Bayers Aufgaben waren Vier- und Fünfzüger mit stillen versteckten Zügen, Hinlenkungsopfern und mit Mustermatt endender und schwierig zu findender Hauptvariante. Bis 1870 gewann er einige Internationale Kompositionsturniere, darunter das erste 1856 von The Era ausgerichtete.